# Hi-Tec Software
Hi-Tec Software Ltd. era un'azienda britannica editrice e sviluppatrice di videogiochi, fondata nel 1989 a Sheffield da David A. Palmer. Con una squadra di piccole dimensioni, produceva titoli a basso costo per i maggiori home computer, principalmente Amiga, Amstrad CPC, Atari ST, Commodore 64 e ZX Spectrum. Era nota soprattutto per i suoi videogiochi tratti dai cartoni animati della Hanna-Barbera.
Hi-Tec venne chiusa nel 1992, ma l'azienda di solo sviluppo a cui era strettamente legata, PAL Developments, poi rinominata David A. Palmer Productions, continuò l'attività per diversi anni.

## Storia
David A. Palmer, ex ingegnere della RAF, iniziò l'attività imprenditoriale fondando nel 1977 a Sheffield la Palmer Acoustics Ltd., che si occupava di apparecchiature audio professionali. Poi Palmer iniziò a interessarsi alla nascente industria dei videogiochi e lavorò dal 1982 con Mike Mahoney, uno dei due fondatori di Alligata Software, che era il cugino della sua ex moglie. In Alligata Palmer gestiva programmatori (adolescenti, che andava anche a prendere nelle pause pranzo scolastiche), vendite, pubbliche relazioni e un po' di tutto. A ottobre 1986 lasciò l'Alligata per la Alternative Software, dove gestiva la produzione da Sheffield e le vendite da Pontefract (sede dell'azienda). Nel 1988, sebbene l'Alternative stesse andando molto bene, Palmer decise di mettersi in proprio e fondò la PAL Developments, sviluppatrice che realizzò diversi giochi per la Virgin Mastertronic, come Sidewinder II e Bomb Fusion.
Nel 1989 Palmer fondò la Hi-Tec Software Ltd., che assumeva anche il ruolo di editrice, d'ora in avanti l'unica con la quale la PAL Developments collaborava. Hi-Tec e PAL restavano formalmente aziende separate, ma avevano sede nello stesso edificio. La Hi-Tec era dotata di una piccola squadra di sviluppo interna: il capo Palmer, il programmatore generico e specialista dello ZX Spectrum Dave Thompson, lo specialista dei 16 bit (Amiga e Atari ST) e del Commodore 64 Gary Antcliffe, l'artista grafico Richard Morton (allora detto "Rambo") che si occupava della grafica di tutte le versioni e anche del design delle mappe, e il play tester Pete Thrith. Più tardi si aggiunsero l'addetto al marketing Dave Allington, l'illustratrice Julie Allington e altri programmatori come Nigel Speight.
La Hi-Tec Software cominciò col produrre alcuni titoli generici come Future Bike Simulator (originale) e Boulder Dash 4 (riedizione di Boulder Dash Construction Kit). Ben presto riuscì a ottenere un proficuo accordo con Hanna-Barbera per avere la licenza di produzione di videogiochi tratti da tutti i suoi cartoni animati, e grazie a questi la Hi-Tec iniziò ad avere grande successo. Secondo il grafico Richard Morton, fu merito di Palmer che riuscì a trovarsi al posto giusto e al momento giusto per accaparrarsi l'affare prima delle grandi aziende del settore. In seguito ottenne anche un importante accordo con la Warner Bros. per la licenza dei cartoni Looney Tunes, con l'esclusiva europea per i giochi su cassetta, floppy e, precorrendo i tempi, perfino CD-ROM (tuttavia la Hi-Tec ebbe tempo di pubblicare un solo gioco dei Looney Tunes, Road Runner and Wile E. Coyote).
Lo sviluppo del software avveniva su computer Atari ST, realizzando la grafica con Deluxe Paint, ma venivano prodotte prima le versioni a 8 bit (Amstrad, C64, Spectrum) tramite porting.
Lo sviluppo era veloce, di solito si impiegavano 3-6 mesi per un gioco comprese tutte le versioni. Per fare economia di lavoro a volte si riciclavano elementi, fondali e suoni tra un gioco e l'altro, ma ciò non aveva effetti negativi sul gameplay.
Per sviluppare i giochi con licenza la squadra visionava anzitutto video dei cartoni e disegni forniti dalla Hanna-Barbera. Le trame dei giochi si basavano su specifiche storie già esistenti nei cartoni, ad esempio Top Cat e i gatti di Beverly Hills e La grande fuga di Yoghi, per evitare la possibile disapprovazione da parte di Hanna-Barbera. Morton ricorda comunque che i referenti della Hanna-Barbera intervenivano molto con osservazioni e richieste anche sui dettagli della grafica. Venne data la direttiva che i loro personaggi non potevano morire e la sconfitta andava rappresentata in altro modo. Hanna-Barbera non possedeva la licenza sulle musiche originali dei cartoni, che quindi non poterono essere utilizzate nei giochi.
Continuò anche la produzione di giochi senza licenze di cartoni animati; le idee per questi venivano da tutta la squadra interna, ma si ricevevano anche demo da piccoli sviluppatori esterni, come nel caso di Alien World per Commodore 64, che poi la Hi-Tec convertì per le altre piattaforme.
La maggior parte dei giochi Hi-Tec fu apprezzata dalla stampa di settore; a volte i giornalisti erano colpiti anche dalla qualità dei prodotti in rapporto alle piccole dimensioni dell'azienda. La rivista Crash, dedicata allo ZX Spectrum, con larga maggioranza dei voti dei lettori nominò la Hi-Tec miglior nuova azienda del 1990.
L'azienda beneficiava del vantaggio di non avere concorrenti che producessero lo stesso stile di giochi nella fascia a basso costo. Il prezzo di vendita originale nel Regno Unito, per le versioni a 8 bit, era di £2,99, in seguito aumentato a £3,99, assecondando la tendenza dell'industria dei giochi economici; il rincaro, a detta dell'azienda, consentì un leggero aumento dei tempi di sviluppo dedicati a ciascun gioco. Più tardi venne annunciata anche una più costosa linea "Premier", di fascia intermedia, a £5,99. Alcuni degli ultimi giochi uscirono in effetti con marchio Hi-Tec Premier Software a £6,99. I prezzi a 16 bit erano di solito £6,99/£7,99 per i giochi base e £12,99 per quelli Premier.
La Hi-Tec Software chiuse nel 1992, a causa di problemi di liquidità e della perdita di elementi importanti del personale: Thompson la lasciò in quell'anno, e 6 mesi dopo anche Antcliffe e Morton, che passarono insieme alla Core Design. Secondo Palmer c'era un problema di organizzazione finanziaria, con eccessiva dipendenza dell'azienda dal supporto della banca.
Uno degli ultimi maggiori successi, Turbo the Tortoise, non ebbe tempo di essere distribuito in molte copie dalla Hi-Tec, perciò venne acquisito e ripubblicato dalla Codemasters.
L'ultimo gioco sviluppato fu Daffy Duck, sulla celebre anatra Daffy, e ricevette anche un'ottima recensione dalla rivista Zzap!64, ma non venne mai effettivamente pubblicato a causa della chiusura dell'azienda. Del programma si persero le tracce e Daffy Duck divenne uno dei videogiochi perduti più ricercati della storia. Solo nel 2015 il gioco in versione Commodore 64 venne finalmente recuperato e divulgato come abandonware.
La PAL Developments comunque sopravvisse, cambiò nome in David A. Palmer Productions e iniziò a sviluppare titoli per altri editori e altre piattaforme, in particolare console della Nintendo. Continuò anche con il tema dei cartoni animati, iniziando con Speedy Gonzales, uscito per Game Boy nel 1993.
La David A. Palmer Productions rimase in attività almeno fino agli anni 2000, sviluppando soprattutto titoli per Game Boy Color e Game Boy Advance. A fine decennio dichiarava, dopo un periodo di attività di più basso livello, di avere progetti in sviluppo per Wii e altre piattaforme, in collaborazione con l'azienda collegata Gamesproducer Ltd., ma sembra che tutte le attività siano cessate. Non è chiaro cosa sia stato della Palmer Productions, mentre la Gamesproducer fu dissolta entro il 2013.

## Videogiochi
Elenco, probabilmente completo, dei giochi pubblicati da Hi-Tec Software. Alcuni, dove indicato, sono riedizioni economiche di giochi precedentemente pubblicati da altri; date e piattaforme si riferiscono all'edizione Hi-Tec.
Secondo la rivista Retro Gamer, tra i migliori giochi ci furono Scooby-Doo and Scrappy-Doo, Potsworth & Co. e Turbo the Tortoise.
- Alien World (1991) per Amiga, Atari ST, Commodore 64; linea Premier
- Atom Ant (1990) per Amstrad CPC, Commodore 64, ZX Spectrum
- Augie Doggie and Doggie Daddy (1991) per Commodore 64
- Black Hornet (1991) per Amiga, Atari ST, Commodore 64
- Blazing Thunder (1990) per Amiga, Amstrad CPC, Atari ST, Commodore 64, ZX Spectrum
- Boulder Dash Construction Kit o Boulder Dash IV (riedizione, 1990) per Amstrad CPC, Atari 8-bit, Commodore 64, ZX Spectrum
- Cauldron I & II (raccolta di riedizioni, 1990) per Commodore 64, ZX Spectrum
- Chevy Chase (1991) per Amstrad CPC, Commodore 64, ZX Spectrum
- Cricket Captain (1990) per Amstrad CPC, Commodore 64, ZX Spectrum
- Defenders of the Earth (riedizione, 1991) per Amiga, Amstrad CPC, Commodore 64, ZX Spectrum
- Future Basketball (riedizione, 1991) per Amiga, Atari ST
- Future Bike Simulator (1990) per Amiga, Amstrad CPC, Atari ST, Commodore 64, ZX Spectrum
- Guardian II: Revenge of the Mutants (1990) per Amstrad CPC, Commodore 64, ZX Spectrum
- The Hi-Tec Hanna-Barbera Cartoon Character Collection (raccolta di 4 giochi Hi-Tec già pubblicati, 1991) per Amiga, Amstrad CPC, Atari ST, Commodore 64, ZX Spectrum
- Hong Kong Phooey (1990) per Amiga, Amstrad CPC, Atari ST, Commodore 64, ZX Spectrum
- Insector Hecti in the Interchange (1991) per Amiga, Amstrad CPC, Atari ST, Commodore 64, ZX Spectrum
- Jetsons: The Computer Game (1992) per Amiga, Amstrad CPC, Atari ST, Commodore 64, MS-DOS, ZX Spectrum; linea Premier
- Jonny Quest (1991) per Amstrad CPC, Commodore 64, ZX Spectrum
- Poseidon: Planet Eleven (1990) per Commodore 64, ZX Spectrum
- Potsworth & Co. (1992) per Amstrad CPC, Atari ST, Commodore 64, ZX Spectrum; linea Premier
- Quick Draw McGraw (1990) per Amstrad CPC, Commodore 64, ZX Spectrum
- Road Runner and Wile E. Coyote (1991) per Amstrad CPC, Commodore 64, ZX Spectrum
- Ruff and Reddy in the Space Adventure (1990) per Amiga, Amstrad CPC, Atari 8-bit, Atari ST, Commodore 64, ZX Spectrum
- The Sacred Armour of Antiriad (riedizione, 1990) per Amstrad CPC, Commodore 64, ZX Spectrum
- Scooby-Doo and Scrappy-Doo (1991) per Amiga, Amstrad CPC, Atari ST, Commodore 64, ZX Spectrum
- Space Rider o Space Rider: Jet Pack Co. (1990) per Amstrad CPC, Atari 8-bit, Commodore 64, ZX Spectrum
- Spy vs. Spy (riedizione, 1990) per Amstrad CPC, Atari 8-bit, Commodore 64, ZX Spectrum
- Spy vs. Spy: Arctic Antics (riedizione, 1989) per Atari 8-bit, Commodore 64, ZX Spectrum
- Spy vs. Spy: The Island Caper (riedizione, 1990) per Atari 8-bit, Commodore 64, ZX Spectrum
- Top Cat (1990) per Amiga, Amstrad CPC, Atari ST, Commodore 64, ZX Spectrum
- Tracksuit Manager (riedizione, 1990) per Amstrad CPC, Commodore 64, ZX Spectrum
- Turbo the Tortoise (1992) per Amstrad CPC, Commodore 64, ZX Spectrum
- Wacky Races (1991) per Amiga, Amstrad CPC, Atari ST, Commodore 64, ZX Spectrum
- Yogi Bear & Friends in The Greed Monster (1990) per Amiga, Amstrad CPC, Atari 8-bit, Atari ST, Commodore 64, ZX Spectrum
- Yogi's Big Clean Up (1992) per Amiga, Atari ST
- Yogi's Great Escape (1990) per Amiga, Amstrad CPC, Atari 8-bit, Atari ST, Commodore 64, ZX Spectrum

Diversi giochi annunciati non vennero mai pubblicati a causa della chiusura dell'azienda, tra i quali Daffy Duck, Bugs Bunny: Private Eye (entrambi completati o quasi, e in seguito recuperati come abandonware), Speedy Gonzales, James Bond Junior (ben lontani invece dal completamento, si presume).

### PAL Developments
Giochi sviluppati dalla PAL Developments prima che venisse creata l'editrice Hi-Tec. Tutti furono pubblicati dalla Mastertronic o etichette correlate.
- Bomb Fusion (1989) per Amiga, Amstrad CPC, Atari 8-bit, Commodore 64, ZX Spectrum
- Dynamix (1989) per Amstrad CPC, ZX Spectrum
- Protector (1989) per Amiga, Amstrad CPC, Atari 8-bit, Atari ST, Commodore 64, ZX Spectrum
- Rugby Manager (1989) per Amstrad CPC, Commodore 64
- Sidewinder II (1989) per Amiga, Atari 8-bit, Atari ST, Commodore 64, ZX Spectrum
- Speed Zone (1988) per Amstrad CPC, Atari 8-bit, Commodore 64, MS-DOS, ZX Spectrum
- Super Nudge 2000 (1989) per Amstrad CPC, ZX Spectrum
- T-Bird (1989) per Amiga, Amstrad CPC, Atari ST, Commodore 64, ZX Spectrum

Dopo la fondazione della Hi-Tec, di solito tutti i giochi originali da essa pubblicati sono accreditati come copyright della PAL Developments.

### David A. Palmer Productions
Giochi sviluppati dalla David A. Palmer Productions dopo la chiusura della Hi-Tec, per vari altri editori.
- Babe and Friends (1999) per Game Boy Color
- Commander Keen (2001) per Game Boy Color
- Dennis the Menace (1993) per Game Boy
- Doom (2001) per Game Boy Advance
- Earthworm Jim: Menace 2 the Galaxy (1999) per Game Boy Color
- Gex: Enter the Gecko (1998) per Game Boy Color
- Gex 3: Deep Pocket Gecko (1999) per Game Boy Color
- Men in Black: The Series 2 (2000) per Game Boy Color
- Pitfall: Beyond the Jungle (1998) per Game Boy Color
- Power Play Pool per Nintendo DS
- Sky Dancers per Game Boy Advance
- Speedy Gonzales (1993) per Game Boy
- Star Wars: Episode II - Attack of the Clones (2002) per Game Boy Advance
- Tasmanian Devil in Island Chase (1994) per Game Boy
- Tokyo Xtreme Racer Advance per Game Boy Advance
- Tringo (2006) per Game Boy Advance